# Westerschouwen
Westerschouwen war eine Gemeinde in der niederländischen Provinz Zeeland. Sie wurde am 1. Januar 1961 durch die Vereinigung der fünf Gemeinden Burgh, Haamstede, Noordwelle, Renesse und Serooskerke gebildet. Sitz der Verwaltung war in Haamstede. Ein Weiler namens Westenschouwen gehörte damals zu Burgh. Am 1. Januar 1997 wurde die Gemeinde Westerschouwen mit Brouwershaven, Bruinisse, Duiveland, Middenschouwen und Zierikzee zur neuen Gemeinde Schouwen-Duiveland zusammengeschlossen. Ein Jahr vor der Auflösung zählte Westerschouwen 6.100 Einwohner (Stand: 1. Januar 1996).